# Gnomonia sanguisorbae
Gnomonia sanguisorbae är en svampart som först beskrevs av Rehm, och fick sitt nu gällande namn av E. Müll. 1962. Gnomonia sanguisorbae ingår i släktet Gnomonia och familjen Gnomoniaceae.   Inga underarter finns listade i Catalogue of Life.